# Radula auriculata
Radula auriculata là một loài rêu trong họ Radulaceae. Loài này được Stephani mô tả khoa học đầu tiên.